# Чемпіонат УРСР з легкої атлетики 1987
Чемпіонат УРСР з легкої атлетики 1987 серед дорослих був проведений 1-3 вересня на Республіканському стадіоні в Києві.
Республіканські чемпіонати з інших дисциплін легкої атлетики були проведені окремо.

## Призери основного чемпіонату

### Чоловіки
| Дисципліни                | Золото                                     | Золото   | Срібло                                    | Срібло   | Бронза                                   | Бронза   |
| ------------------------- | ------------------------------------------ | -------- | ----------------------------------------- | -------- | ---------------------------------------- | -------- |
| 100 метрів                | Сергій Київський Київська обл.             | 10,4h    |                                           |          |                                          |          |
| 200 метрів                | Микола Разгонов Донецька обл.              | 20,9h    | Олексій Омельченко Ворошиловградська обл. | 21,0h    |                                          |          |
| 400 метрів                | Владислав Жеребятін Дніпропетровська обл.  | 46,5h    | Анатолій Коломоєць Закарпатська обл.      | 46,9h    | Андрій Крамінський Херсонська обл.       | 47,0h    |
| 800 метрів                | Микола Добровольський Житомирська обл.     | 1.48,1h  | Олександр Мухлинін Одеська обл.           | 1.48,5h  |                                          |          |
| 1500 метрів               | Анатолій Легеда Чернігівська обл.          | 3.42,2h  | Олександр Мухлинін Одеська обл.           | 3.45,3h  | Дмитро Веремчук Миколаївська обл.        | 3.45,6h  |
| 5000 метрів               | Валентин Мартинюк Житомирська обл.         | 13.51,8h |                                           |          |                                          |          |
| 10000 метрів              | Костянтин Степанцов Донецька обл.          | 29.05,1h | Геннадій Сапин Ворошиловградська обл.     | 29.09,3h | Євген Мазур Київська обл.                | 29.25,6h |
| 110 метрів з бар'єрами    | Геннадій Дакшевич Харківська обл.          | 13,4h    | В'ячеслав Іващенко Київ                   | 13,5h    | Андрій Каратєєв Київська обл.            | 13,6h    |
| 400 метрів з бар'єрами    | Олег Азаров Київська обл.                  | 50,5h    |                                           |          |                                          |          |
| 3000 метрів з перешкодами | Віктор Штикало Львівська обл.              | 8.45,0h  |                                           |          |                                          |          |
| 4×100 метрів              | Запорізька обл.                            | 40,5h    |                                           |          |                                          |          |
| 4×400 метрів              | Київська обл.                              | 3.13,9h  |                                           |          |                                          |          |
| Стрибки у висоту          | Рудольф Поварніцин Київ                    | 2,29     |                                           |          |                                          |          |
| Стрибки з жердиною        | Олександр Черняєв Київська обл.            | 5,50     |                                           |          |                                          |          |
| Стрибки в довжину         | Вадим Кобилянський Харківська обл.         | 8,05     |                                           |          |                                          |          |
| Потрійний стрибок         | Володимир Іноземцев Ворошиловградська обл. | 17,16    | В'ячеслав Шкарпов Харківська обл.         | 16,77    |                                          |          |
| Штовхання ядра            | Микола Бородкін Хмельницька обл.           | 20,02    | Олександр Багач Київська обл.             | 19,97    | Михайло Куліш Київська обл.              |          |
| Метання диска             | Дмитро Ковцун Київ                         | 66,56    |                                           |          | Анатолій Летючий Київська обл.           | 60,08    |
| Метання молота            | Сергій Дорожон Дніпропетровська обл.       | 77,58    | Олександр Дриголь Дніпропетровська обл.   | 77,18    | Валерій Решетников Дніпропетровська обл. | 77,16    |
| Метання списа             |                                            |          |                                           |          |                                          |          |

### Жінки
| Дисципліни             | Золото                                    | Золото   | Срібло                             | Срібло   | Бронза                           | Бронза   |
| ---------------------- | ----------------------------------------- | -------- | ---------------------------------- | -------- | -------------------------------- | -------- |
| 100 метрів             | Антоніна Настобурко Дніпропетровська обл. | 11,3h    |                                    |          |                                  |          |
| 200 метрів             | Людмила Джигалова Харківська обл.         | 23,0h    | Олена Насонкіна Харківська обл.    | 23,1h    |                                  |          |
| 400 метрів             | Людмила Джигалова Харківська обл.         | 51,1h    |                                    |          |                                  |          |
| 800 метрів             | Світлана Продан Донецька обл.             | 1.58,1h  | Олена Завадська Донецька обл.      | 2.01,3h  |                                  |          |
| 1500 метрів            | Світлана Продан Донецька обл.             | 4.09,4h  | Надія Корнєва Харківська обл.      | 4.10,5h  |                                  |          |
| 3000 метрів            |                                           |          | Олена Пластиніна Закарпатська обл. | 9.07,5h  | Тетяна Половинська Кримська обл. | 9.09,1h  |
| 5000 метрів            | Наталія Лагункова Чернігівська обл.       | 15.39,4h | Любов Клочко Запорізька обл.       | 15.47,6h | Тетяна Половинська Кримська обл. | 15.52,4h |
| 10000 метрів           |                                           |          |                                    |          |                                  |          |
| 100 метрів з бар'єрами | Олена Політика Харківська обл.            | 12,8h    |                                    |          | Тетяна Степанова Харківська обл. | 13,2h    |
| 400 метрів з бар'єрами | Алла Шилкіна Харківська обл.              | 57,2h    |                                    |          | Ярослава Габа Львівська обл.     | 58,6h    |
| 4×100 метрів           | Харківська обл.                           | 44,2h    |                                    |          |                                  |          |
| 4×400 метрів           | Харківська обл.                           | 3.27,2h  |                                    |          |                                  |          |
| Стрибки у висоту       | Світлана Бородай Ворошиловградська обл.   | 1,92     | Світлана Одинцова Київська обл.    | 1,89     |                                  |          |
| Стрибки в довжину      | Лариса Бережна Київська обл.              | 6,85     |                                    |          |                                  |          |
| Штовхання ядра         | Людмила Воєвудська Дніпропетровська обл.  | 19,11    | Лариса Юрченко Київська обл.       | 17,95    |                                  |          |
| Метання диска          | Людмила Платонова Одеська обл.            | 54,98    | Ілона Захарченко Київ              | 54,60    |                                  |          |
| Метання списа          | Наталія Насєдкіна Харківська обл.         | 56,14    |                                    |          |                                  |          |

## Інші чемпіонати
- Зимовий чемпіонат УРСР з метань був проведений 21-22 січня в Ялті.
- Зимовий чемпіонат УРСР зі спортивної ходьби був проведений 1 лютого в Алушті.
- Чемпіонат УРСР з легкоатлетичного кросу та шосейного бігу був проведений 7-8 лютого в Алушті.
- Основний чемпіонат УРСР зі спортивної ходьби був проведений 11 травня в Києві на Республіканському стадіоні.
- Чемпіонат УРСР з легкоатлетичних багатоборств був проведений 2-3 липня в Києві на Республіканському стадіоні.
- Чемпіонат УРСР з марафонського бігу був проведений 6 вересня в Білій Церкві в межах першого Білоцерківського марафону. Показані переможцями результати первісно вважались новими вищими досягненнями СРСР та, відповідно, УРСР. Однак, на початку 2000-х було з'ясовано, що довжина траси була коротшою за стандартну, внаслідок чого показані результати були виключені зі статистичних довідників.

### Чоловіки
| Дисципліни                    | Золото                             | Золото     | Срібло                                | Срібло     | Бронза                         | Бронза     |
| ----------------------------- | ---------------------------------- | ---------- | ------------------------------------- | ---------- | ------------------------------ | ---------- |
| Метання диска (зимовий)       |                                    |            |                                       |            |                                |            |
| Метання молота (зимовий)      |                                    |            |                                       |            |                                |            |
| Метання списа (зимовий)       |                                    |            |                                       |            |                                |            |
| Десятиборство                 | Сергій Попов Дніпропетровська обл. | 7844h      | Костянтин Голуб Дніпропетровська обл. | 7661h      | Володимир Романов Одеська обл. | 7586h      |
| Ходьба (зимовий)              |                                    |            |                                       |            |                                |            |
| Ходьба 20000 метрів (стадіон) | Микола Вінниченко Харківська обл.  | 1:25.07,0h | Анатолій Соломін Київ                 | 1:25.10,6h | Володимир Токарєв Сумська обл. | 1:26.58,0h |
| Крос                          |                                    |            |                                       |            |                                |            |
| Біг (шосе)                    |                                    |            |                                       |            |                                |            |
| Марафон                       | Ігор Браславський Одеська обл.     | (2:10.05)  | Микола Табак Вінницька обл.           | (2:10.08)  | Сергій Яненко Херсонська обл.  | (2:11.09)  |

### Жінки
| Дисципліни                    | Золото                       | Золото    | Срібло                                    | Срібло    | Бронза                                  | Бронза    |
| ----------------------------- | ---------------------------- | --------- | ----------------------------------------- | --------- | --------------------------------------- | --------- |
| Метання диска (зимовий)       |                              |           |                                           |           |                                         |           |
| Метання списа (зимовий)       |                              |           |                                           |           |                                         |           |
| Ходьба (зимовий)              |                              |           |                                           |           |                                         |           |
| Ходьба 10000 метрів (стадіон) | Олена Веремейчук Київ        | 44.50,8h  | Лідія Левандовська Івано-Франківська обл. | 45.19,8h  | Тетяна Юмашева Полтавська обл.          | 46.46,6h  |
| Семиборство                   | Ірина Олійник Одеська обл.   | 5665h     | Лілія Фастівець Харківська обл.           | 5638h     | Маргарита Дунаєва Дніпропетровська обл. | 5622h     |
| Крос                          |                              |           |                                           |           |                                         |           |
| Біг (шосе)                    |                              |           |                                           |           |                                         |           |
| Марафон                       | Любов Клочко Запорізька обл. | (2:25.25) | Ірина Скляренко Дніпропетровська обл.     | (2:36.36) | Тетяна Федорова Херсонська обл.         | (2:38.33) |